# Oorlog in Oost-Oekraïne
De oorlog in het oosten van Oekraïne betreft een gewapend conflict in het Donetsbekken (de Donbas) in het oosten van Oekraïne tussen enerzijds het Russische leger en pro-Russische separatisten en anderzijds het Oekraïense leger. 
Dit regionale conflict ontstond in het voorjaar van 2014 en hield daarna een aantal jaar min of sluimerend stand, met nu en dan nieuwe opflakkeringen van geweld. Dit bleef zo totdat het in februari 2022 met de Russische invasie van Oekraïne uitmondde in een veel grootschaligere oorlog in heel Oekraïne, die tot op heden voortduurt.

## Aanloop vanaf 2004

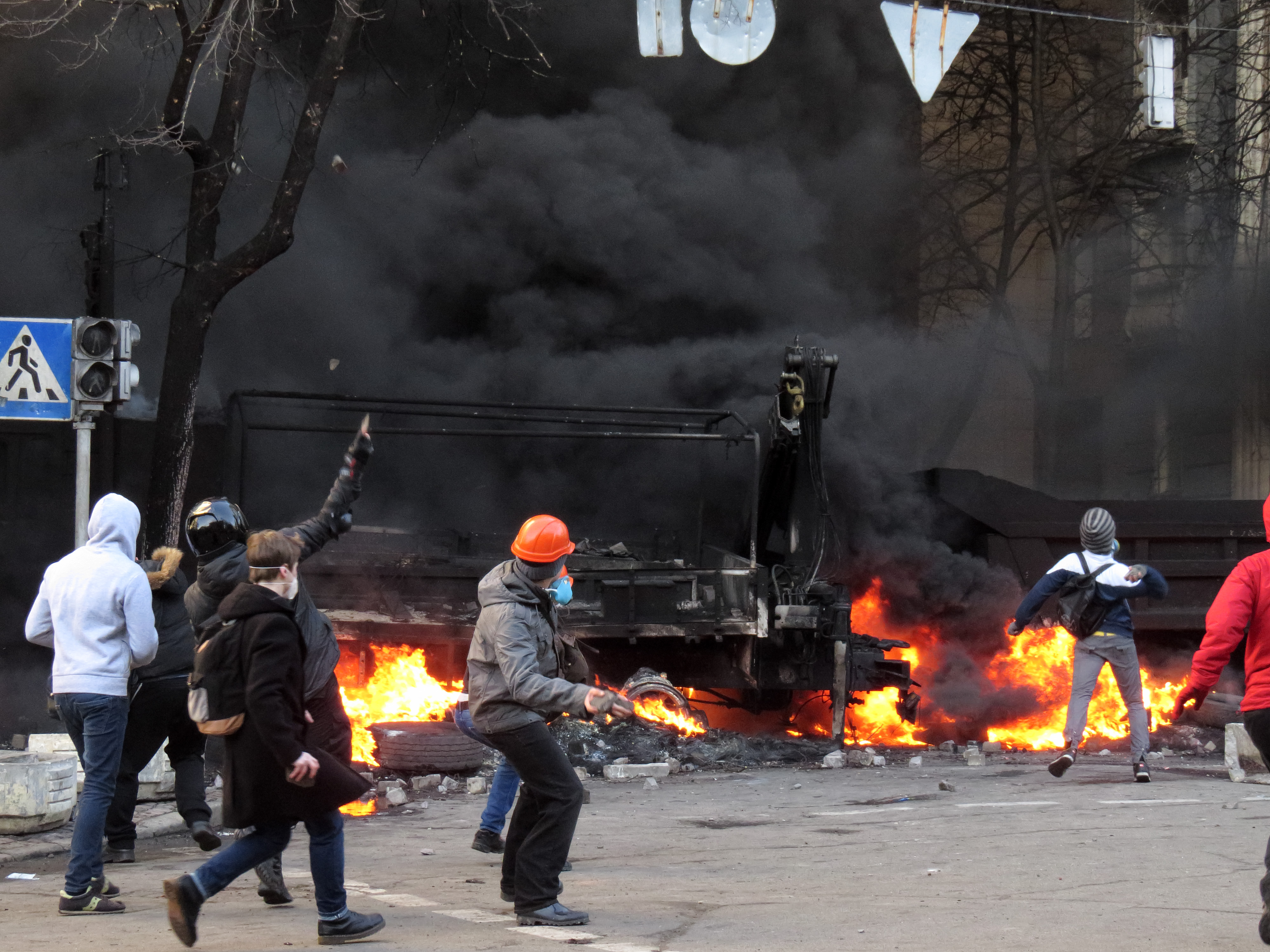
Maidan-revolutie in Kiev op 18 februari 2014

Bij de Oekraïense presidentsverkiezingen van 2004 kwam aanvankelijk de pro-Russisch gezinde Viktor Janoekovytsj als winnaar uit de bus. De uitslag van de verkiezingen werd echter door een groot deel van de bevolking niet geaccepteerd, wat leidde tot de Oranjerevolutie. De uitslag werd uiteindelijk ongeldig verklaard waarna er nieuwe verkiezingen werden gehouden. Deze werden gewonnen door de pro-Europese Viktor Joesjtsjenko. Bij de verkiezingen van 2010 werd de pro-Russische Janoekovytsj echter alsnog verkozen tot president.
Op 21 november 2013 annuleerde Janoekovytsj de onderhandelingen met de Europese Unie (EU) over een handelsakkoord waarbij een grotere integratie met Europa mogelijk was. Onder een deel van de Oekraïense bevolking leefde echter de hoop op een nauwere samenwerking met het Westen en Janoekovytsj creëerde bij hen enorm veel onbegrip met deze beslissing. Er volgden in heel het land pro-westerse protesten, die op den duur omsloegen in anti-regeringsprotesten. De Euromaidan-protesten in Kiev werden steeds gewelddadiger en resulteerden in een revolutie. Er vielen ruim honderd doden door harde confrontaties tussen binnenlandse troepen en demonstranten. Op 19 februari 2014 riep Oekraïne daarom de noodtoestand uit. Enkele dagen later ontvluchtte Janoekovytsj Kiev. Het parlement zette de president af, schreef nieuwe verkiezingen uit en stelde een nieuwe parlementsvoorzitter aan.
Het conflict in Oost-Oekraïne ontstond nadat in februari 2014 Janoekovytsj was afgezet tijdens de Revolutie van de Waardigheid in Kiev, die volgde op de maandenlange pro-westerse Euromaidan-protesten en de annexatie van de Krim door Rusland. Dit leidde vervolgens tot protesten in de voornamelijk Russischtalige oostelijke en zuidelijke delen van Oekraïne. In de Oost-Oekraïense oblasten Donetsk en Loehansk escaleerden de protesten in een gewapend conflict, nadat separatistische rebellen vanaf 6 april 2014 diverse regeringsgebouwen bezetten en de Oekraïense regering in reactie daarop het leger inzette (de 'Anti-Terroristische Operatie (ATO)', later hernoemd tot 'Joint Forces Operation (JFO)'). De opstandelingen wisten de steden Donetsk en Loehansk in handen te krijgen, alsmede het gebied ten zuidoosten daarvan tot aan de Russische grens, alwaar zij de 'volksrepubliek Donetsk' en de 'volksrepubliek Loegansk' uitriepen die, net als de Krim, onderdelen van Rusland zouden moeten worden. De facto had Oekraïne hier geen gezag meer. De overige gebieden in de Donbas-regio bleven onder het gezag van de Oekraïense overheid.

### Annexatie Krim (februari 2014)
Na de afzetting van Janoekovytsj verplaatste de onrust zich op 26 februari 2014 vanuit Kiev naar de Krim in het zuiden. Dit schiereiland, dat tot 1954 bij de Russische sovjetrepubliek (die op haar beurt deel uitmaakte van de Sovjet-Unie) had gehoord, werd na het gedwongen vertrek van Janoekovytsj een twistpunt tussen Rusland en Oekraïne. Ondanks dat Rusland zich sinds de onafhankelijkheid van beide landen (zie het uiteenvallen van de Sovjet-Unie) formeel had neergelegd bij een Oekraïense Krim, vastgelegd in het Memorandum van Boedapest uit 1994 en het Vriendschapsverdrag uit 1997, bleven Russische claims op het gebied latent aanwezig. De transfer van het gebied van de Russische naar de Oekraïense sovjetrepubliek in 1954 werd in Rusland als onwettig gezien.
Op 27 februari 2014 bezetten tientallen gewapende mannen het parlementsgebouw in Simferopol, de regionale hoofdstad van de Krim. Ook andere belangrijke gebouwen werden bezet en de Oekraïense regering verloor haar greep op het gebied door de overname van de Krim door duizenden ongemarkeerde troepen. De Veiligheidsraad van de Verenigde Naties kwam bijeen, maar kwam niet tot een oplossing. Op 16 maart 2014 organiseerde het parlement van Krim een referendum waarbij 95% voor aansluiting bij Rusland zou hebben gekozen. De onafhankelijkheid van het referendum werd wereldwijd in twijfel getrokken en de Oekraïense regering verklaarde het referendum ongrondwettelijk. Naar aanleiding van het referendum verklaarde de Krim zich op 17 maart 2014 niettemin onafhankelijk. De volgende dag verklaarde Rusland de Krim en de stad Sebastopol tot deelstaten van Rusland, hetgeen door zowel Oekraïne als de meeste andere landen tot op heden niet wordt erkend.

### Onrust in Donbas (voorjaar 2014)

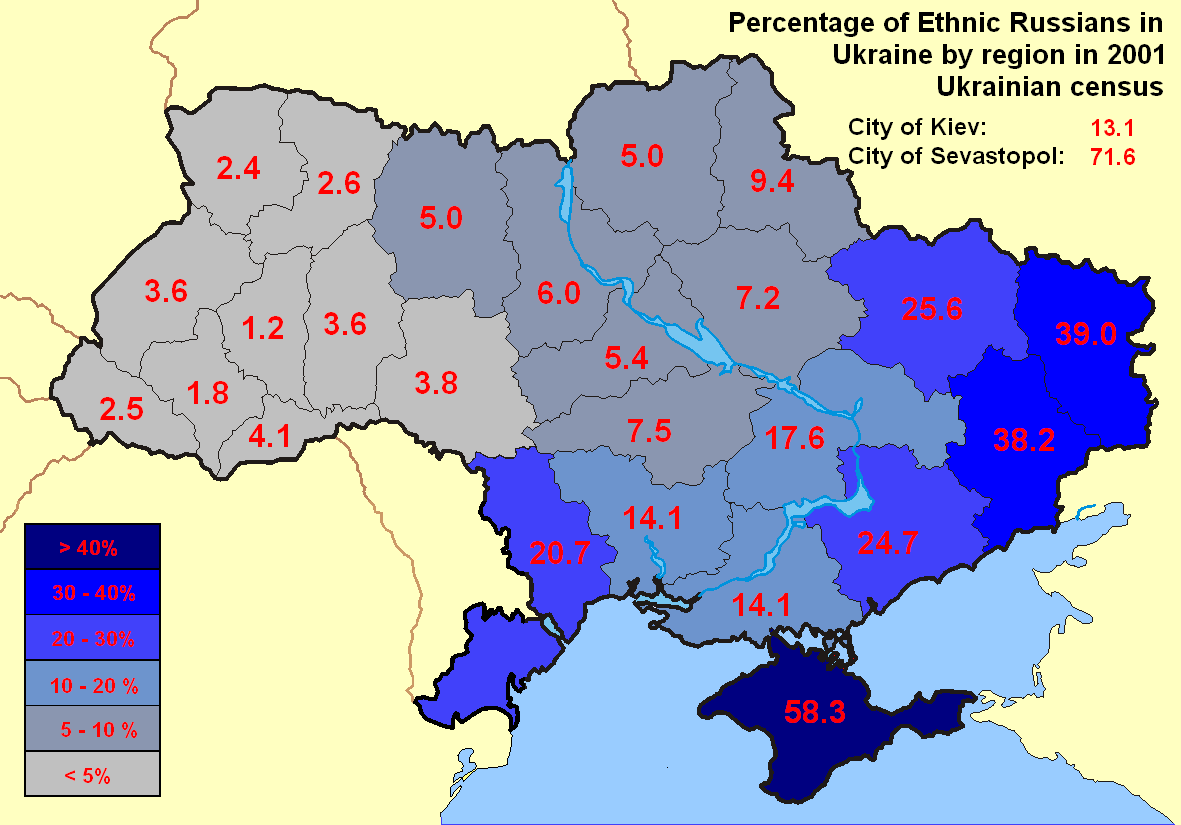
Russische minderheden in Oekraïne

Tegelijkertijd groeiden in de Oost-Oekraïense oblasten Donetsk en Loehansk, waar een relatief groot aantal Russische minderheden woonde, de protesten tegen de nieuwe regering en de nieuwe koers die er werd gevaren. De Oekraïense politie probeerde de situatie onder controle te houden, maar slaagde daar amper in. Op 6 april 2014 bestormden door Rusland gesteunde separatisten uit de Donbas-regio er overheidsgebouwen. De opstandelingen uit de oblasten Donetsk en Loehansk wilden een gelijkaardig soort referendum als in de Krim was gehouden. Op 12 april werden overheidsgebouwen in de stad Slovjansk door separatisten bezet. De eind 2005 opgerichte organisatie Donetskaja Respoeblika riep op 14 april de volksrepubliek Donetsk uit.

## Verloop van het gewapend conflict

### Voorjaar - zomer 2014

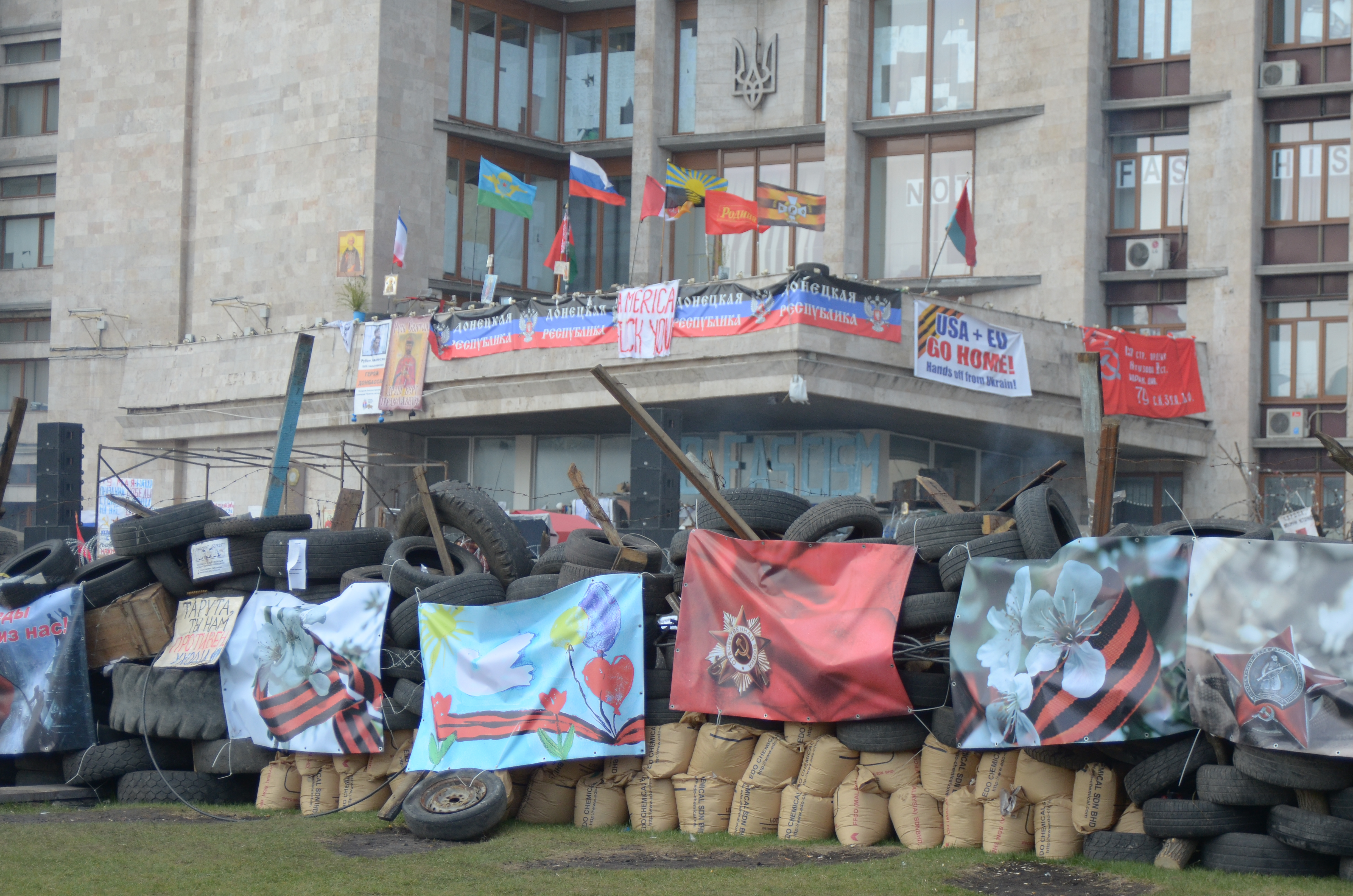
Barricades van opstandelingen in Donetsk

Op 13 april 2014 stelde de Oekraïense interim-president Oleksandr Toertsjynov een ultimatum in om de bezetting van de overheidsgebouwen, die inmiddels uitgebreid was naar nog meer steden in het oosten en zuiden van Oekraïne (zoals Horlivka, Kramatorsk en Marioepol) te beëindigen. Hiervoor werd de inzet van het leger als stok achter de deur gehouden. Zijn eis bleef echter onbeantwoord waarop het Oekraïense leger op 15 april officieel werd ingezet en met militaire acties begon. Nog diezelfde dag werd het vliegveld van Kramatorsk, dat door separatisten was ingenomen, door het Oekraïense leger heroverd. In de daaropvolgende weken slaagde het Oekraïense leger erin het gezag in diverse steden te herstellen, maar de separatisten behielden de macht in meerdere steden, waaronder de hoofdsteden van de oblasten Donetsk en Loehansk.
Op 11 mei schreven de separatisten een referendum uit over de onafhankelijkheid van Donetsk. Onafhankelijke waarnemingen waren tijdens het referendum onmogelijk, maar volgens de separatisten was 89% voor afscheiding. De volgende dag verklaarde Donetsk zich onafhankelijk. Ditzelfde scenario herhaalde zich in Loehansk, wat leidde tot de uitroeping van de onafhankelijke volksrepubliek Loegansk. Igor Girkin werd uitgeroepen tot leider van de rebellen. Hij verklaarde dat alle Oekraïense militairen en leden van de politie zich moesten onderwerpen of binnen 48 uur het gebied moesten verlaten. Anders zouden ze als terroristen worden vervolgd. Volgens Oekraïne en het Westen waren de referenda gemanipuleerd door Rusland.

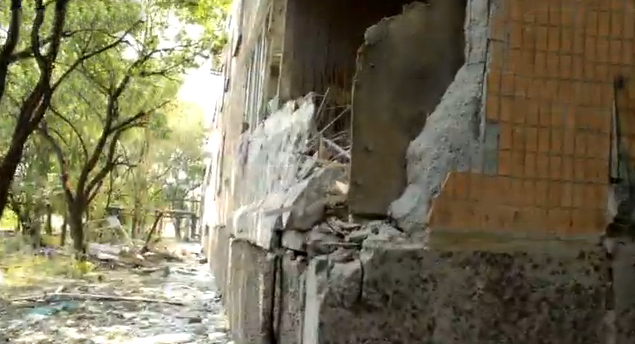
Beschadigde huizen in Donetsk, 14 juli 2014

Rond de Oekraïense presidentsverkiezingen van 25 mei, die niet gehouden werden in de door de separatisten bezette gebieden, werden de offensieven van het Oekraïense leger stilgelegd. Nadat Petro Porosjenko tot nieuwe president was verkozen, werden de gevechten echter hervat. De separatisten in Donetsk verklaarden zich na de nieuwe offensieven in oorlog met Oekraïne. De gevechten gingen verder en tegen eind juni waren er al zeker 423 doden gevallen volgens de VN. Ondertussen had de nieuwe president op 8 juni eenzijdig een staakt-het-vuren aangekondigd, maar dat hield geen stand. Op 13 juni werd Marioepol definitief heroverd door de Oekraïense regering. Op 18 juni kwam een nieuw staakt-het-vuren tot stand, maar na mislukte onderhandelingen besloot Porosjenko het bestand niet te verlengen. Nadat een definitieve oplossing uit het zicht was geraakt, begon het Oekraïense leger een groot nieuw offensief. Op 5 juli eindigden de gevechten in Slovjansk en Kramatorsk, waarna de rebellen zich terugtrokken naar Donetsk. Het leger rukte verder op en voerde ook bombardementen uit op de rebellenkampen van Donetsk.

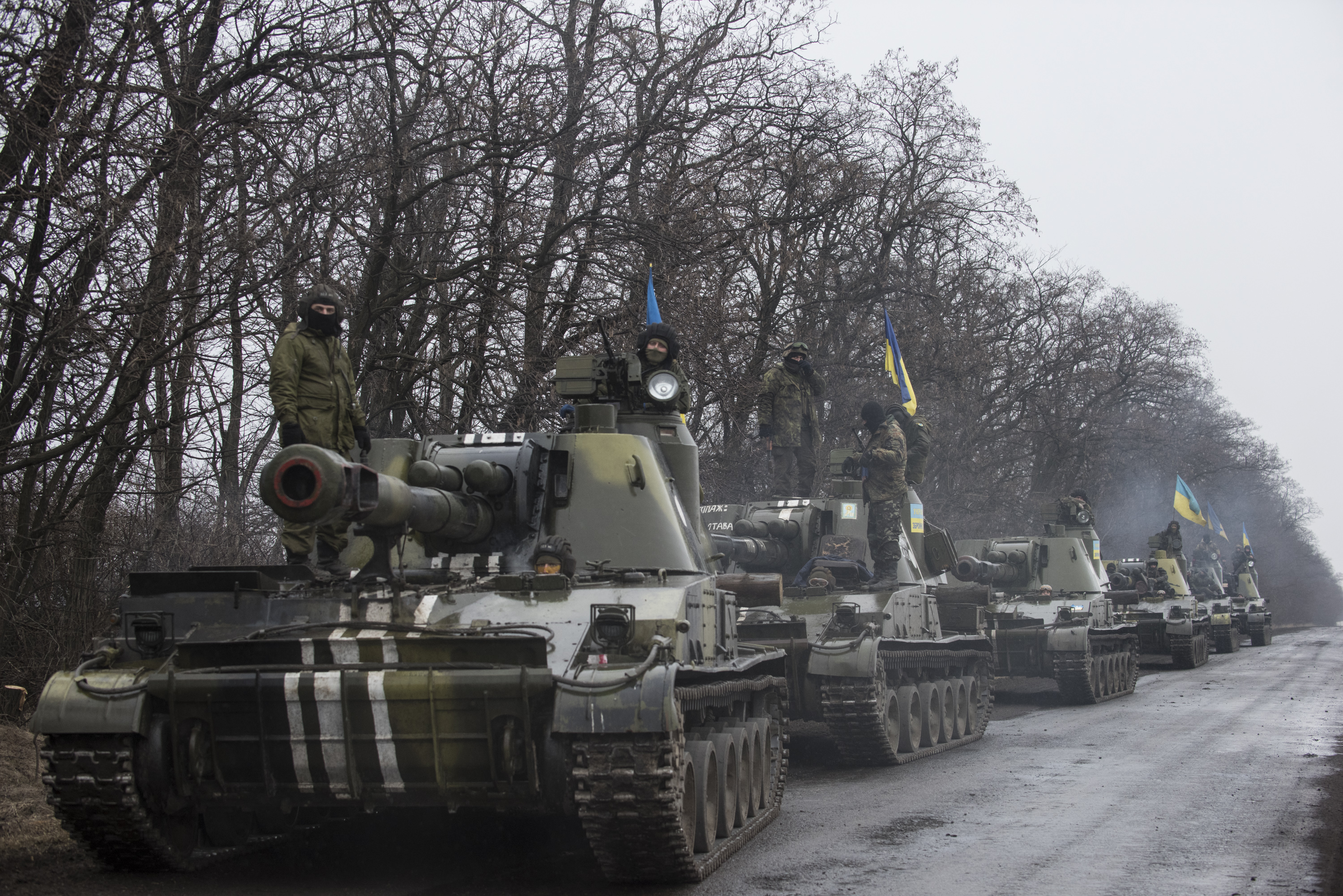
Terugtrekking van Oekraïens oorlogsmaterieel in maart 2015

Op 25 augustus volgde een tegenoffensief van de separatisten, die probeerden hun bevoorradingslijnen in handen te houden. Het Oekraïense leger werd op verschillende plaatsen teruggedreven. De nieuwe opmars van de separatisten en het machtsevenwicht dat vervolgens ontstond zorgde ervoor dat de verschillende partijen nu wel bereid waren tot een staakt-het-vuren. Op 1 september hadden de separatisten reeds overleg mogelijk gemaakt door te stellen dat ze geen onafhankelijkheid wensten, maar een apart statuut binnen Oekraïne. 

#### Neerschieten MH17
Op 17 juli 2014 stortte een Boeing van Malaysia Airlines met vluchtnummer MH17 neer nabij het dorp Hrabove in de oblast Donetsk. Aan boord waren vijftien bemanningsleden en 283 passagiers, waarvan 193 met de Nederlandse nationaliteit. Er waren geen overlevenden. Al snel werd geconcludeerd dat het vliegtuig moest zijn neergehaald. Volgens westerse analisten kwam de schade aan delen van het vliegtuig overeen met de inslag van shrapnel uit een luchtdoelraket. In het Westen werd de hoofdverantwoordelijkheid gelegd bij de separatistische rebellen en Rusland, terwijl van Russische zijde werd gesuggereerd dat het Oekraïense leger schuldig was aan het neerhalen van het vliegtuig. Ook ontstond veel commotie rond een Russisch konvooi dat de Oekraïense grens overstak. Volgens Moskou bood Rusland de separatisten geen militaire hulp, maar er kwamen steeds meer geruchten dat de Russen de opstandelingen actief steunden.

### Staakt-het-vuren
Op 5 september werd er onder internationale druk door de verschillende partijen een eerste staakt-het-vuren afgesproken middels het Akkoord van Minsk. Dit staakt-het-vuren werd in eerste instantie vrij goed nageleefd, hoewel er hier en daar schendingen plaatsvonden waarbij verschillende doden vielen.   maar in de loop van 2016 laaide het geweld toch weer op.
In januari 2015 leek het er even op dat de strijdende partijen door goede gesprekken nader tot elkaar zouden komen. Echter, al snel vonden opnieuw talrijke incidenten en gevechten tussen het Oekraïense leger en de separatisten plaats, waardoor het staakt-het-vuren in de loop van januari nog maar amper nageleefd werd en beide kanten elkaar bedreigden met nieuwe offensieven. Naar aanleiding van de toenemende spanningen en conflicten riep de internationale gemeenschap op tot een nieuw staakt-het-vuren (Minsk II) dat het vorige moest hernieuwen. Op 7 februari 2015 werd het verdrag getekend door de verschillende partijen. Het nieuwe staakt-het-vuren kwam op 12 februari 2015 tot stand. Dit akkoord werd gedurende de eerste tijd daarna redelijk nageleefd. Er bleven zich gewelddadige incidenten voordoen; deze waren echter sporadisch.

### Heroplaaiing van het geweld
In juni 2015 laaiden de felle gevechten kortstondig weer op, met name bij de plaatsen Marjinka en Sjirokyne in de oblast Donetsk waar in korte tijd ruim twintig doden vielen. Op 17 augustus vielen in 24 uur tijd acht burgerdoden en kwamen twee soldaten om.
In augustus 2015 deden de Duitse bondskanselier Angela Merkel, de Franse president François Hollande en de Oekraïense president Petro Porosjenko een oproep tot een nieuw staakt-het-vuren. Begin november nam het aantal incidenten opnieuw weer toe. Op 14 november werd bekend dat in 24 uur vijf Oekraïense soldaten waren gesneuveld bij nieuwe gevechten.
Op 29 april 2016 meldde een hoge VN-functionaris aan de VN-Veiligheidsraad dat er sinds het begin van het conflict meer dan 9.000 doden waren gevallen. Het geweld in Oost-Oekraïne zou inmiddels weer op het niveau zitten van augustus 2014.
Juli 2016 was volgens een Oekraïense woordvoerder de bloedigste maand sinds de afkondiging van de wapenstilstand anderhalf jaar eerder. Er werd dagelijks over en weer geschoten en aan de zijde van het Oekraïense leger zouden in de periode van 27 juni tot 25 juli 41 doden zijn gevallen. Ook aan de zijde van de separatisten vielen in deze periode meerdere doden.
Op 1 september 2016 werd weer een nieuw bestand van kracht. De eerste dagen erna vielen er geen doden, maar op 9 september meldde woordvoerder Lysenko de dood van een Oekraïense soldaat.
Op 3 februari 2017 kwamen zes soldaten van het Oekraïense regeringsleger om na een nieuw gevecht met de rebellen, die op hun beurt twee strijders verloren. Volgens de VN was het dodental inmiddels opgelopen tot 10.000.
Op 18 februari bereikten de Russische, Oekraïense, Duitse en Franse ministers van Buitenlandse Zaken in München een nieuw akkoord over een wapenstilstand, die twee dagen later moest ingaan.
Eind 2017 stemde de VS in met de verkoop van 'dodelijke wapens' aan Oekraïne.
Begin juli 2019 sprak de in april 2019 nieuw verkozen Oekraïense president Volodymyr Zelensky voor het eerst met de Russische president Vladimir Poetin over de oorlog in Oost-Oekraïne. Daarnaast zouden de twee gesproken hebben over het vrijlaten van gevangenen en over het voortzetten van gesprekken op expertniveau.

### 2020: tijdelijke rust
In 2020 werd het staakt-het-vuren redelijk aangehouden, met een aanzienlijke daling van het aantal door de OVSE geconstateerde schoten.

## Strijdende partijen

### Separatisten

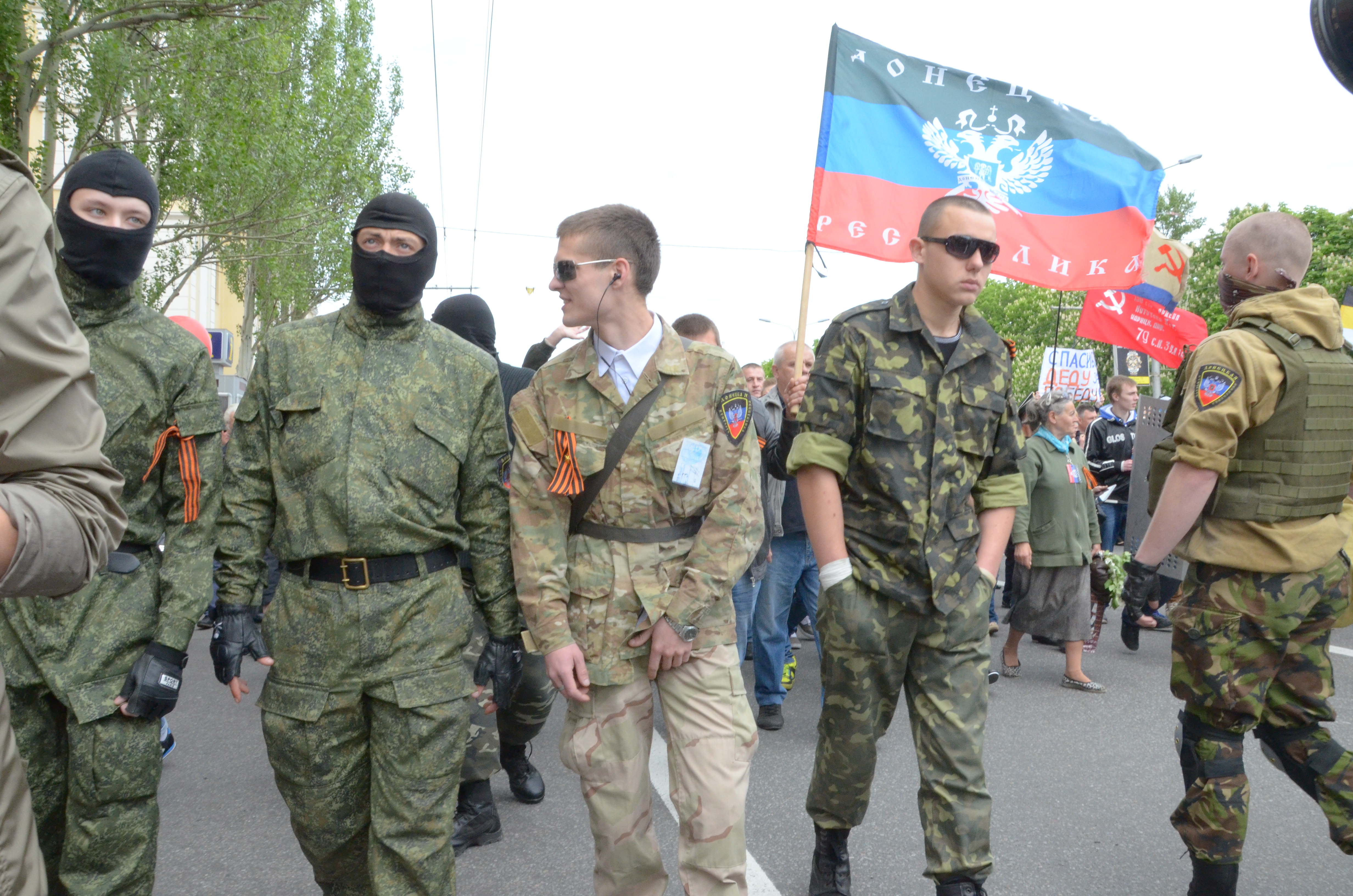
Milities in Donetsk in 2014

Het grootste deel van het pro-Russische verzet werd gevormd door het Russische leger en de volksmilities uit de Donbas-regio. Deze bestonden uit de milities van de oblasten Donetsk en Loehansk die samen de Verenigde Strijdkrachten van Novorossija (Nieuw-Rusland) vormden, het Russisch-Orthodoxe Leger, het Leger van het Zuidoosten en het Vostok-bataljon. De milities uit de oblasten Donetsk en Loehansk zouden volgens het Russische staatspersbureau TASS uit 20.000 man bestaan, terwijl de andere milities vrij klein waren. Daarnaast werd door onder andere Oekraïne en de NAVO beweerd dat diverse Russische troepen de separatisten ondersteunden. Rusland ontkende dat Russische troepen in het gebied aanwezig waren en verklaarde dat het enkel om vrijwilligers ging. Volgens de Oekraïense website Informnapalm was dit onjuist.

### Oekraïense zijde
Naast het officiële Oekraïense leger met een troepenmacht van ongeveer 280.000 man, waren ook paramilitaire troepen aanwezig met lokale en buitenlandse vrijwilligers, waarvan het aantal moeilijker is in te schatten. Het Westen was geen militaire partij in het conflict, maar wel werden wapenleveringen overwogen door de Amerikanen. Veel Europese landen, waaronder Duitsland, waren hier echter op tegen, omdat ze van mening waren dat het conflict niet militair, maar diplomatiek moest worden opgelost.

## Gevolgen

### Internationale reacties
- De NAVO verwees bij het conflict vooral naar de rol van Rusland en had kritiek op de mogelijke aanwezigheid van wapens en troepen die voor een humanitaire ramp zorgden.[40]
- De Europese Unie zag in Oekraïne een belangrijke nieuwe handelspartner en steunde het land dan ook economisch en humanitair. Er werden verschillende sancties ingesteld tegen Rusland.[41]
- Rusland zag zichzelf als waarnemer van het conflict en ontkende betrokkenheid bij het ontsporen hiervan. Rusland beschuldigde op zijn beurt juist de EU en de VS van escalatie.[42] Het land vond wel dat het het recht had om de Russische minderheden in het buitenland te beschermen.[43]
- De Verenigde Staten zagen vooral Rusland als opruier van de gebeurtenissen en eisten dat Rusland zich buiten het conflict zou houden.[44] Na grote diplomatieke en politieke steun ging de VS over tot levering van zware wapens aan het leger van Oekraïne, waaronder Javelin-raketten die werden verplaatst naar het front.

### Humanitaire gevolgen

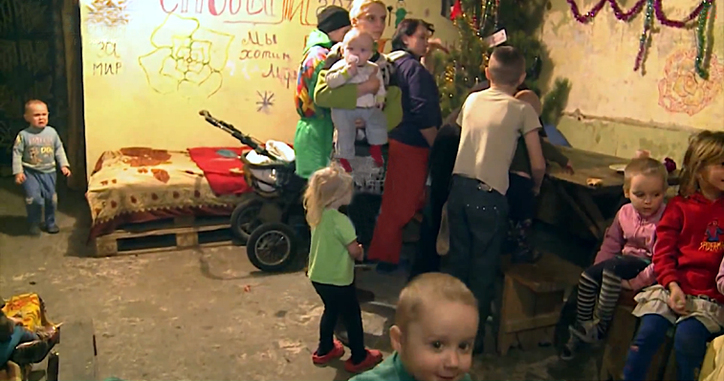
Burgers van Donetsk in schuilkelders

- Op humanitair vlak was de oorlog een ramp voor de inwoners van de Donbas. Ongeveer 1,2 miljoen mensen verloren hun huis en velen raakten op de vlucht.[45]
- Volgens een schatting van de VN in maart 2015 waren er toen al zeker 6.000 doden gevallen tijdens het conflict.[46]
- Op internationaal vlak raakten Rusland en de EU in elkaars vaarwater en volgden verschillende boycots en embargo's aan beide zijden.[47] Ook de spanningen tussen de VS en Rusland liepen hoger op en leidden tot een dieptepunt in hun onderlinge relaties.[48]

### Geopolitieke relaties
Het uitbreken van het regionale conflict zorgde voor een verdere verslechtering van de relaties tussen Rusland en het Westen, die al aanzienlijk waren bekoeld als gevolg van de Russische annexatie van de Krim. Het Westen beschuldigde Rusland ervan de opstandelingen zowel financieel alsook militair te steunen, terwijl het Westen door Rusland werd gezien als verantwoordelijke voor het uit de hand lopen van het conflict. In de jaren tussen 2014 en 2022 bleef het Westen, op dat moment met name de Verenigde Staten (VS), Oekraïne militair steunen met wapens, opleidingen, gezamenlijke oefeningen, inlichtingen en geld.

## Vervolg na 2020
De (sluimerende) oorlog in Oost-Oekraïne vanaf 2014 maakte binnen een breder kader deel uit van de Russisch-Oekraïense Oorlog. Vanaf februari 2021 liepen de spanningen opnieuw op toen Rusland begon met een grote troepenopbouw aan de grens met Oekraïne en voor een tweede maal in oktober 2021. 
Tot 20 februari 2022 bleven Russische regeringsfunctionarissen nog herhaaldelijk ontkennen dat Rusland plannen had om Oekraïne daadwerkelijk binnen te vallen. Op 21 februari 2022 erkende de Russische president Vladimir Poetin vrij onverwachts de zelfverklaarde volksrepublieken Donetsk en Loegansk. Drie dagen later vielen Russische troepen Oekraïne binnen. Dit had een rechtstreekse oorlog tussen de beide landen tot gevolg, waarbij delen van Donetsk en Loegansk uiteindelijk  door Rusland bezet werden. Deze situatie duurt tot op heden voort.